# Salgaocar Football Club
El Salgaocar Football Club és un club de futbo indi amb seu a  Vasco da Gama, Goa.

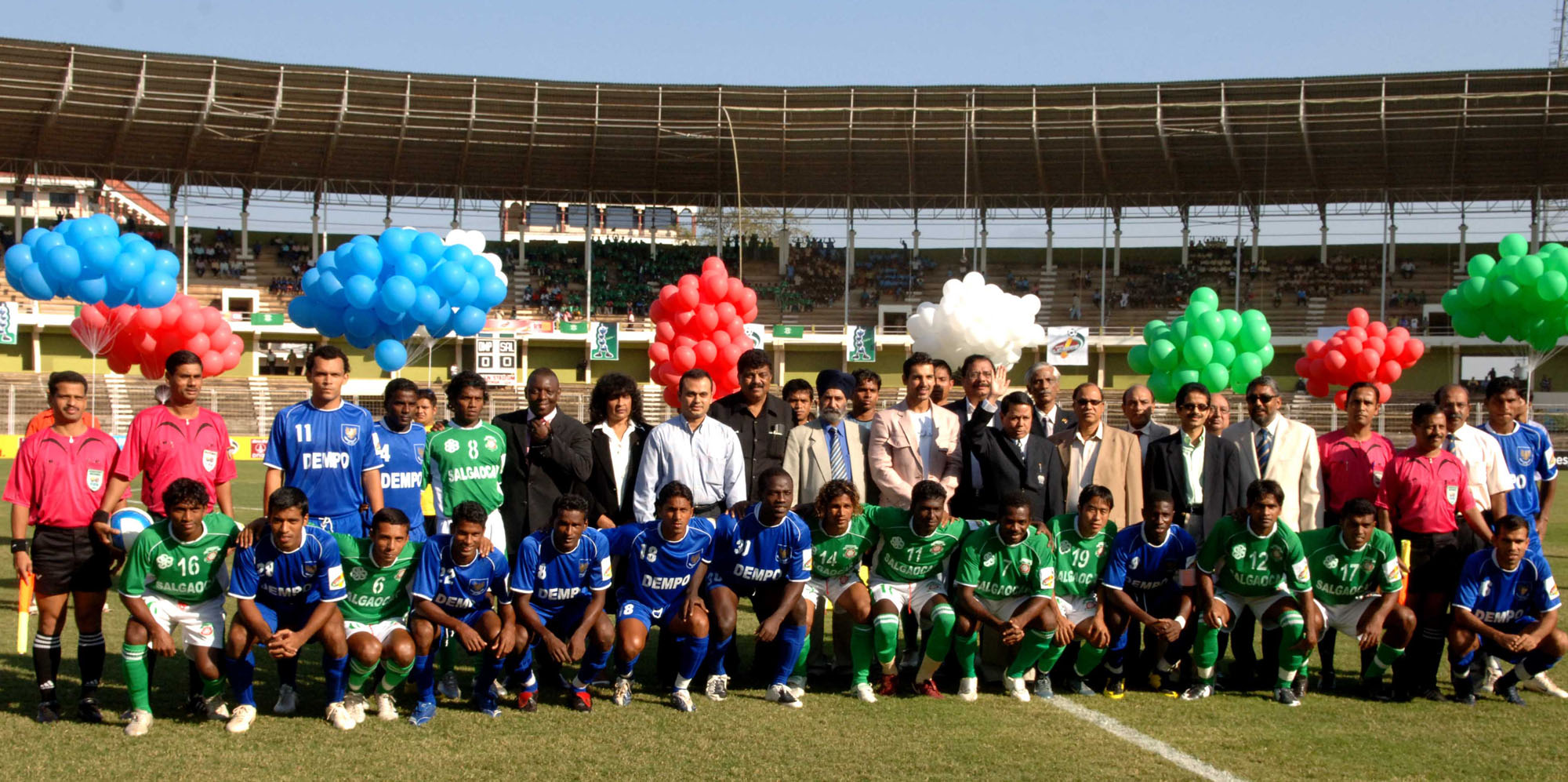
Salgaocar SC (de verd) en un partit contra Dempo SC, 2007–08.

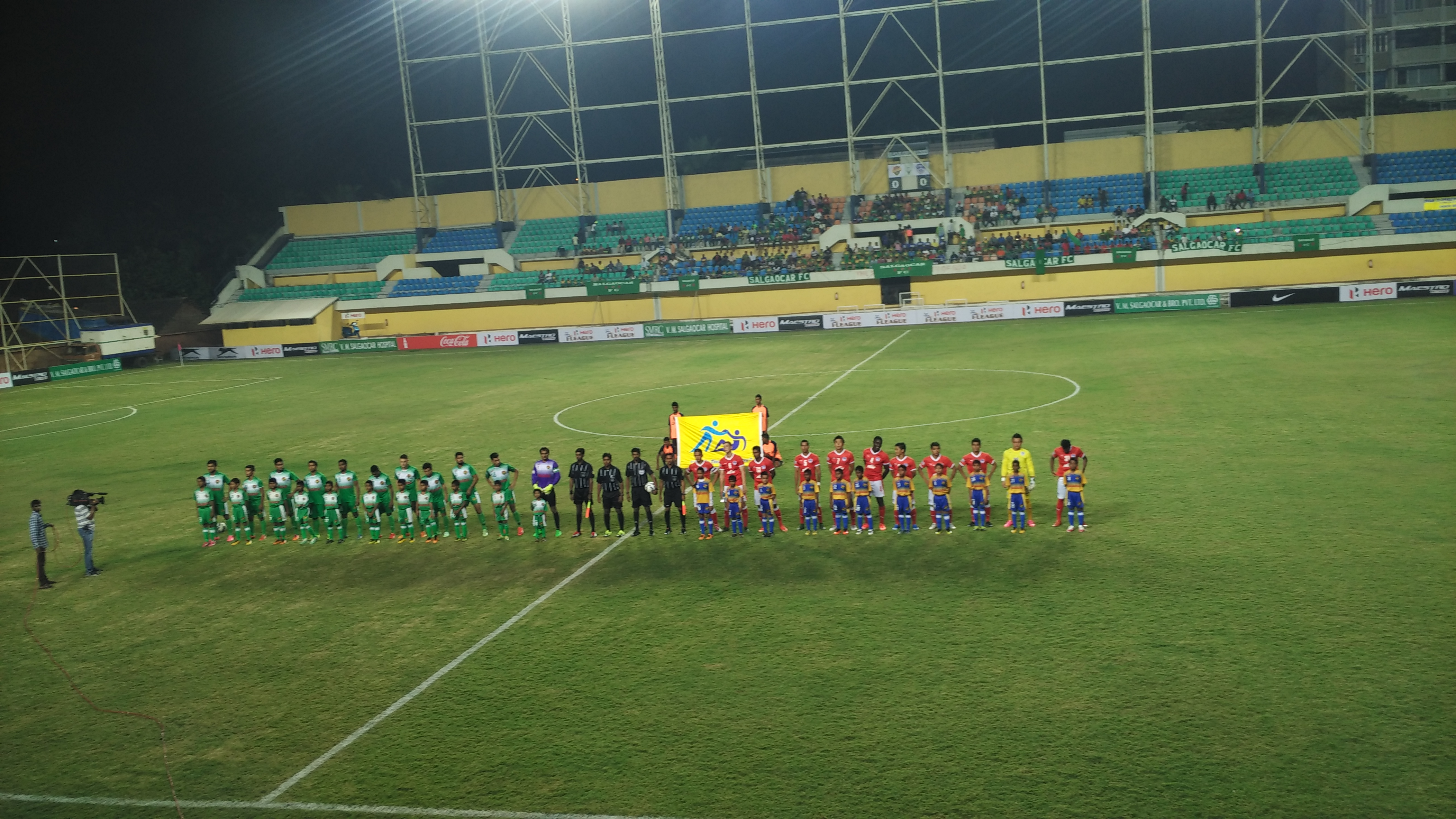
Salgaocar FC vs Bengaluru FC el 9 de gener de 2016.

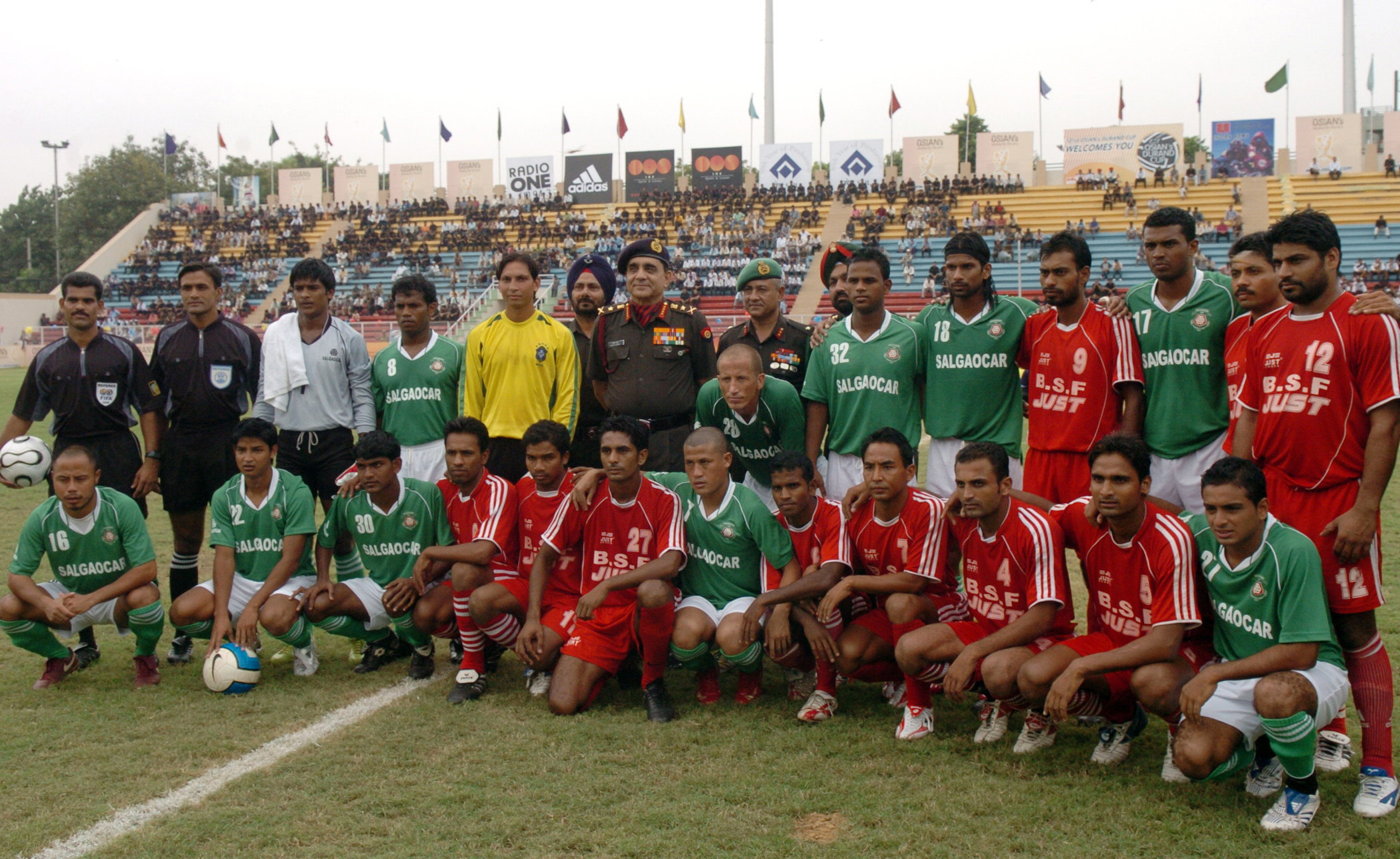
Salgaocar (de verd) a la Copa Durand, 2008.

L'any 1956 es fundà el Vimson Club (VM Salgaocar & Sons) que també s'anomenava Clube Desportivo Salgaocar, fins l'alliberament de Goa el 1961. L'any 1962, el Salgaocar Sports Club fou el primer club de Goa en rebre una invitació per participar en la prestigiosa Copa Durand a Nova Delhi.

## Palmarès
- Lliga índia de futbol:[9]
  - 1998–99, 2010–11
- Copa Federació índia de futbol:[10]
  - 1988, 1989, 1997
- Copa Durand:
  - 1999, 2003
- Copa Rovers:
  - 1989, 1996, 1999
- Lliga de Goa de futbol:
  - 1960, 1962, 1963, 1965, 1974, 1975, 1977, 1981, 1982, 1984, 1985, 1988, 1990, 1992, 1994, 1998, 2002, 2003, 2004